# 배안

배안(abdominal cavity) 또는 복강(腹腔)은 복막(장막)에 감싸인 공동이다. 그 아래쪽에는 골반이 있다. 안쪽에는 내장이 포함되어 있어 복벽에 둘러싸여 있다.인간을 포함한 포유류는 이것을 가지고 있다. 흉곽의 횡격막보다 아래에서 위치한다.

## 같이 보기
- 배 (해부학)
- 체강
- 가슴안
- 배벽